# Medley (Kurzfilm)
Medley ist ein deutscher Kurzfilm von Jens Pecho aus dem Jahr 2008. Der Film lief am 1. Mai 2009 bei den Internationalen Kurzfilmtagen in Oberhausen.

## Handlung
Der Film ist eine siebenminütige Collage aus insgesamt 143 verschiedenen Liedern, die ohne das Versmaß oder den Rhythmus zu berücksichtigen hintereinander gespielt werden. Gemeinsam haben alle Liedfragmente, dass sie aus schwulen- und lesbenfeindlichen Texten bestehen. Während die Lieder gespielt werden, wird der jeweilige Text des Liedes, in einer dem Lied angepassten Geschwindigkeit, auf dem ansonsten komplett in schwarz gehaltenen Bild gezeigt. Die Stilrichtungen der Lieder sind nicht sortiert und rekrutieren sich aus verschiedenen Musikrichtungen wie Hip-Hop und Metal.